# Agrostis polypogon
Agrostis polypogon é uma espécie de gramínea do gênero Agrostis, pertencente à família Poaceae.